# Postbank

Logo

Postbank – eine Niederlassung der Deutsche Bank Aktiengesellschaft, är en tysk bank som ingår i Deutsche Bank Aktiengesellschaft. Huvudkontoret finns i Bonn.
Tyska postens bankverksamhet går tillbaka på införandet av postcheckverksamheten i Tyskland 1909. I samband med en reformering av Deutsche Bundespost 1989 bildades affärsområdet Deutsche Bundespost - Postbank. Affärsområdena omvandlades till aktiebolag 1994 och Deutsche Bundespost upplöstes.

## Postbank i siffror
- Antal kunder: ca 14 miljoner
- Antal anställda: ca 21 000
- Tillgångar: ca 241 miljarder euro